# Rolladen-Schneider LS6
 Der er for få eller ingen kildehenvisninger i denne artikel, hvilket er et problem. Du kan hjælpe ved at angive troværdige kilder til de påstande, som fremføres i artiklen.

Rolladen-Schneider LS6 er et et-sædet svævefly, som konkurrerer i 15m-klassen og 18m-klassen. Typen blev produceret af Rolladen-Schneider Flugzeugbau GmbH i perioden 1984-2003.

## Udvikling
Prototype til LS6, efterfølger til den succesfulde LS3 i 15m-klassen, fløj første gang i 1983. Den kom i produktion et år senere og havde en usædvanligt lang produktionsperiode, som blev afsluttet med Rolladen-Schneiders betalingsstandsning i 2003. I alt 375 eksemplarer blev fremstillet.
Som noget banebrydende introducerede LS6 kulfiber i den bærende struktur, tynde vingeprofiler og forlængede vinger samt andre featrues, som er blevet bibeholdt i senere typer udviklet af firmaet. Designets styrke understreges af, at LS8 - som af mange betragtes noget at det bedste indenfor standardklassen - essentielt er en standardisering af LS6. Typerne Akaflieg Darmstadt D41, LS9 og Akaflieg Köln LS11 har alle vinger, som er lavet i LS6-formene.
Ligesom LS4 domminerede standardklassen, har LS6 domineret 15m-klassen i næsten et årti, med de to bedste placeringer ved VM i Rieti, Italien, i 1985, de tre første pladser ved VM i Benalla, Australien, i 1987, det første fire pladser ved VM i Uvalde, Texas, i 1991 og de to første pladser ved VM i Borlänge, Sverige, i 1993.
Typen bekræftede Rolladen-Schneiders omdømme for helstøbte og let fløjne svævefly, som klarer sig godt under alle forhold trods mangelfuld håndtering eller besværligt miljø (turbulens, regn, incekter på vingerne) og med god ydelse over et stort hastighedsspænd.
LS6 er blevet afløst af LS10, som nu produceres af DG Flugzeugbau GmbH.

## Design

### Aerodynamik
- Designeren Wolf Lemke gav flyet samme vingeareal som LS3, men med en dobbet trapezoid form i retning af den ideelle elliptiske form.
- Som vingeprofil blev FX 81-K-130 valgt.Profilet er udviklet i 1981 og har trods en tykkelse på blot 13% af korden en godartet opførsel med let håndtering trods eventuel miljøpåvirkning.
- En lidt tykkere version af profilet blev udviklet af professor Wortmann til den ydre del af vingen til sikring af gode stall-egenskaber uden at skulle vride vingeprofilet ud mod vingetipperne. Samme profilfamilie blev anvendt til det slanke haleplan.
- En ny krop, korter og slankere end hos LS3 og LS4, blev udviklet til  LS6. Kroppen og haleplanet er med mindre modifikationer blevet genanvendt for efterfølgende LS-typer op til LS10.

### Konstruktion
- De slanke vinger forudsætter en hovedbjælke af kulfiber for strukturel styrke. Haleplanet er en skalkonstruktion af kulfimer.
- Flaperons er inddelt i seks segmenter og fremstillet af aramid, hvilket giver en let og stiv konstruktion, som er hængslet i oversiden.
- Højderoret er en kul / aramid-skal, bortset fra LS6-a, som har en aramid / bølgepap-konstruktion.
- Kroppen er bygget som en enkelt glasfiberskal, bortset fra cockpitsektionen, som er lavet som en dobbelt skal for passiv sikring. Der blev tilføjet yderligere glasfiber, kulfiber og aramid til -c-variantens cockpit på baggrund af gennemførte crash-tests.
- Åbningen mellem vinge og flaperon blev oprindeligt tætnet med S-forsegling af teflon på oversiden og en tynd metalstribe, som gled på teflon på undersiden.Sidenhen er polyester-film blevet standard på begge flader.
- Vandballastsystemet har fire forbundne uventilerede sække med plads til 140 liter med en central ventil og afløb gennem et hul under kroppen.

## Varianter
- LS6
- LS6-a - ny konstruktion af højderoret med aramid / bølgepap; ændret ballastsystem og mulighed for ballasttank i halen til justering af tyngdepunktet.
- LS6-b - (1987) introducerede en lettere og stærkere konstruktion af vingernes overflade med en sanswich-konstruktion af glasfiber, skum og kulfiber. Som option var der mulighed for individuelle ballastventiler i hver vinge. LS6-b og senere varianter vendte tilbage til det oprindelige højderor af kulfiber og aramid.
- LS6-c - gennemgribende omdesignet, især aftagelige vingetipper, som muliggjorde forøgelse af spændvidden til 17,5 m. Det større spænd medførte større sideror og forøgede den samlede længde med 18 cm. Samtidigt blev cockpittet forstærket til sikring af piloten ved havari, den tilladte vægt af ikke-bærende dele forøget, og styrings- og ballastsystemet ført frem til samme system som ved LS7: Automatiske koblinger, masse-afbalancerede flaperons, låse til luftbremser i vingerne, et udløser-styret trimsystem i stedet for trim-hjul, nyt ballastsystem uden rørføring i kroppen og Mylar-forsegling ved alle styreflader.
  - LS6-c18 - reduktion af tilladt ballast til 100 l for at muliggøre spændvidde på 18 m med winglets og forøgelse af maksimal fart til 280 km/h.
  - LS6-18w - yderligere lighed med LS8: Winglets til 15 m-udgaven og stærkere ribber for atter at tillade 140 l ballast.